# Dendrobium pedilochilum
Dendrobium pedilochilum är en orkidéart som beskrevs av Rudolf Schlechter. Dendrobium pedilochilum ingår i släktet Dendrobium, och familjen orkidéer.
Artens utbredningsområde är Burma. Inga underarter finns listade i Catalogue of Life.